# Lantana humuliformis
Lantana humuliformis là một loài thực vật có hoa trong họ Cỏ roi ngựa. Loài này được Verdc. mô tả khoa học đầu tiên năm 1992.